# Токтоналиев, Алиаскар
Алиаскар Токтоналиев (24 мая 1929, с. Эпкин, Киргизская АССР — 1 мая 1990, Фрунзе) — советский киргизский государственный деятель, министр финансов Киргизской ССР (1960—1986).

## Биография
Родился 24 мая 1929 года в селе Эпкин (ныне — им. Алиаскара Токтоналиева в Ысык-Атинском районе Чуйской области) в семье потомственного мастера-ювелира.
С отличием окончил Ташкентский финансово-экономический институт.
Трудовую деятельность начал в должности старшего инспектора по кадрам Госстраха. Через полгода становится старшим экономистом отдела финансирования жилищно-коммунального хозяйства и автотранспорта Министерства финансов Киргизской ССР. Уже в 23 года стал начальником отдела Министерства финансов.
В 1955 г. — заведующий финансовым отделом Фрунзенского городского исполнительного комитета, затем — заведующий финансовым отделом Джалал-Абадского областного исполнительного комитета. После объединения области с Ошской — заместитель заведующего финансовым отделом Ошской области.
С 1960 по 1985 гг. был министром финансов Киргизской ССР. Под его управлением финансово-экономическая система Кыргызской ССР переживает динамичное становление и развитие.
В историю Кыргызстана Алиаскар Токтоналиев вошёл как самый молодой министр республики. Тридцати лет от роду он возглавил в феврале 1960 года Министерство финансов Киргизской ССР и проработал в этой должности почти 26 лет.
Как отмечал первый секретарь ЦК Компартии Киргизии Турдакун Усубалиев, такие люди, как Токтоналиев, должны навечно остаться в истории Кыргызстана. О них должны знать и помнить потомки, поскольку такие личности являются цветом и гордостью нации.

## Награды и звания
- орден Трудового Красного Знамени.

## Память
В 1994 году Постановлением Правительства Кыргызской Республики № 797 от 31. 10. 1994 года Бишкекскому финансово-экономическому техникуму присвоено имя Алиаскара Токтоналиева.